# Communauté de communes des Hautes Cévennes
Die Communauté de communes des Hautes Cévennes ist ein ehemaliger französischer Gemeindeverband mit der Rechtsform einer Communauté de communes im Département Gard in der Region Okzitanien. Sie wurde am 28. Dezember 2000 gegründet und umfasste neun Gemeinden. Der Verwaltungssitz befand sich im Ort Génolhac. Vom 1. Januar 2013 bis zum Jahresende 2015 war mit Vialas auch eine Gemeinde aus dem benachbarten Département Lozère Teil des Verbands.

## Historische Entwicklung
Mit Wirkung vom 1. Januar 2017 fusionierte der Gemeindeverband mit der
- Alès Agglomération (vor 2017),
- Communauté de communes Vivre en Cévennes sowie
- Communauté de communes du Pays Grand Combien

und bildete so die gleichnamige Nachfolgeorganisation Alès Agglomération. Trotz der Namensgleichheit mit einer der Vorgängerorganisationen handelt es sich um eine Neugründung mit anderer Rechtspersönlichkeit.
Bei dieser Gelegenheit schlossen sich die Gemeinden Malons-et-Elze und Ponteils-et-Brésis der Communauté de communes Mont Lozère im benachbarten Département Lozère an. 

## Ehemalige Mitgliedsgemeinden
1. Aujac
2. Bonnevaux
3. Chambon
4. Chamborigaud
5. Concoules
6. Génolhac
7. Malons-et-Elze
8. Ponteils-et-Brésis
9. Sénéchas